# فريدريك فرديناند فريس
فريدريك فرديناند فريس (بالدنماركية: Frederik Ferdinand Friis)‏ هو مهندس معماري دنماركي، ولد في 16 ديسمبر 1793 في كوبنهاغن في الدنمارك، وتوفي بنفس المكان في 18 مارس 1865.